# 14567 Nicovincenti
14567 Nicovincenti è un asteroide della fascia principale. Scoperto nel 1998, presenta un'orbita caratterizzata da un semiasse maggiore pari a 2,2753656 UA e da un'eccentricità di 0,1081123, inclinata di 6,05183° rispetto all'eclittica.